# Isabelle Drainville
Isabelle Drainville est une actrice québécoise de théâtre et de télévision. Elle est la sœur de l'acteur Martin Drainville.

## Carrière

### Télévision
- 1996-2001 : Radio Enfer : Dominique Vachon
- 1998 : Bouledogue Bazar : Corinne Debielle
- 2005 : Les Ex : Sylvie Trudel
- 2021 : District 31
- 2023 : Mégantic : Mireille Savard

### Filmographie
- 2004 : Les Aimants
- 2009 : Noémie: Le secret  Réceptionniste hôpital

### Théâtre
- Appelez-moi Stéphane
- Les Belles-Sœurs
- La Veuve rusée
- Les Zurbains, édition 2001
- Mémoire Vive
- L'Homme aux trésor
- L'oiseau vert
- Les Sorcières de Salem
- Les Voisins (2007)
- Ma mère, ma sœur et moi... (2008) (Théâtre Quatre/Corps, Châteauguay)
- L'avare, de Moliere (2008) (Théâtre Hector-Charland, L'Assomption)
- Bousille et les Justes, de Gratien Gélinas
- Thérèse et Pierrette à l'école des Saintes-Anges
- Molière, Shakespeare et moi (2017)